# Zita di Lucca
Santa Zita (Pescaglia, 1218 – Lucca, 27 aprile 1278) è stata una devota cristiana lucchese del XIII secolo, venerata come santa dalla Chiesa cattolica.

## Biografia
Nacque a Monsagrati, frazione del comune di Pescaglia, da una famiglia povera originaria forse di Succisa, frazione del comune di Pontremoli, vicino al Passo della Cisa. A dodici anni iniziò a lavorare come domestica presso la nobile famiglia Fatinelli di Lucca, dove rimase per tutta la vita, apprezzata e benvoluta per le sue qualità, tanto che nel Quattrocento un discendente della famiglia fece costruire una cappella in suo onore nella chiesa cittadina di San Frediano. Fu particolarmente generosa con i poveri e la tradizione le attribuisce numerosi miracoli. Fra questi il più noto riguarda un episodio in cui Zita, mentre portava ai poveri, nascosto nel grembiule, del pane avanzato, fu scoperta ma, quando aprì il grembiule, il pane si sarebbe trasformato in fiori. 
In un'altra occasione un viandante le chiese un po' d'acqua per dissetarsi, ma quando gliela offrì questa si sarebbe trasformata in vino. In un altro episodio, la sera di Natale doveva recarsi a San Frediano per la messa e la padrona di casa le aveva prestato un cappotto per difendersi dal freddo. Fuori dalla chiesa Zita incontrò un poverello, e gli prestò il cappotto per la durata della funzione. Alla fine della messa la donna si attardò, assorta nella preghiera, e all'uscita non trovò nessuno. A casa fu rimproverata ma, il giorno dopo, il poverello riportò il cappotto: mentre si allontanava la sua figura sarebbe stata avvolta da una luce intensa, e i presenti lo considerarono una realtà angelica. Per questo l'accesso laterale della chiesa di San Frediano si chiama ancora "porta dell'angelo".

## Culto

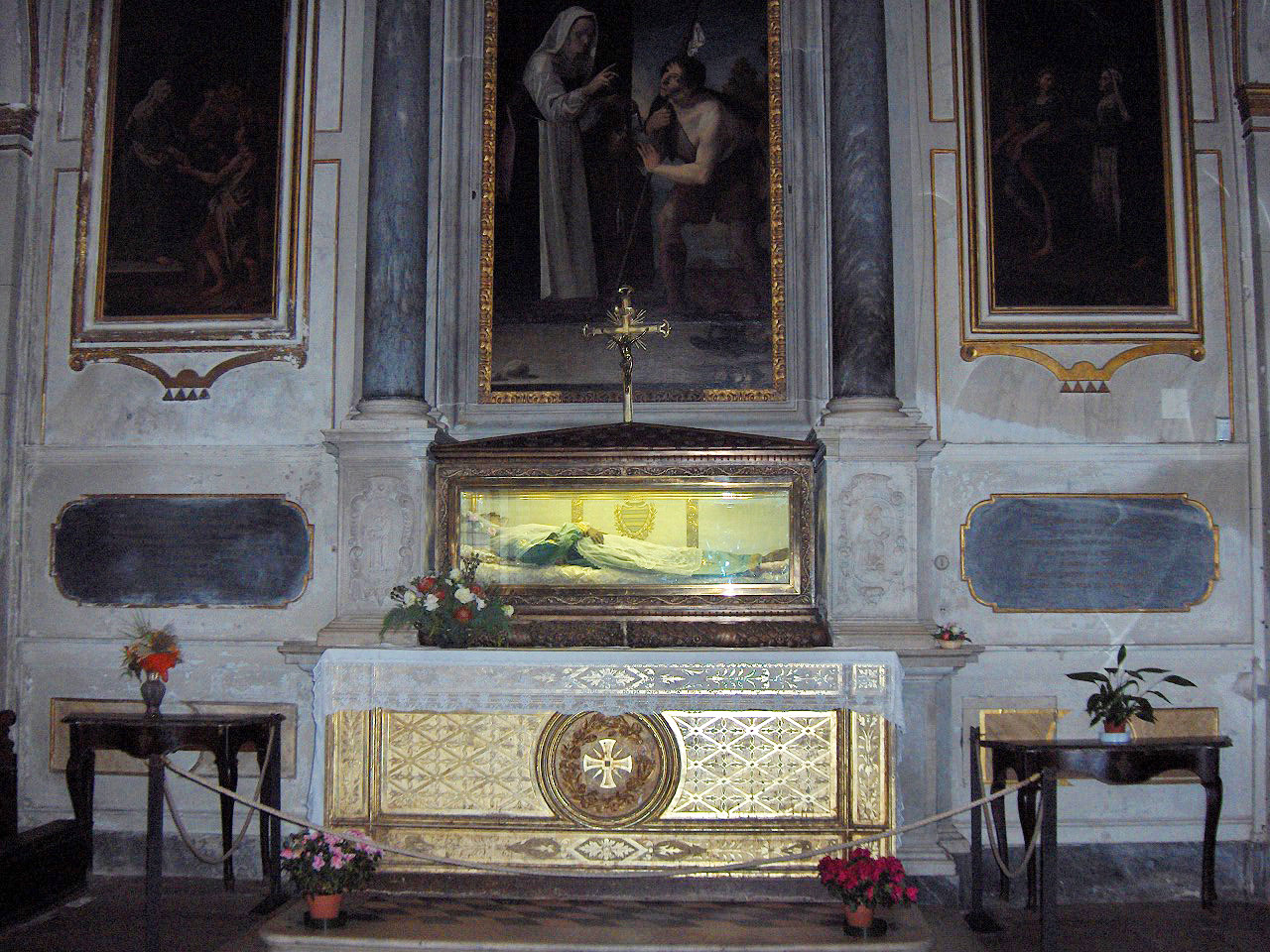
Cripta di santa Zita nella basilica di San Frediano a Lucca

La popolazione lucchese è molto devota a santa Zita il cui corpo, nel 1652, sottoposto a ricognizione, sarebbe risultato incorrotto. L'ultima ricognizione canonica è stata effettuata nel 1989, insieme allo studio paleopatologico: il corpo si presenta come una "mummia naturale, in buono stato di conservazione", ed è attualmente esposto in una teca trasparente sotto l'altare della cappella dedicata alla santa, nella basilica di San Frediano. 
Dante Alighieri, nella Divina Commedia, facendo riferimento a un magistrato di Lucca parla di anzian di santa Zita, identificando quindi Lucca con la santa. Alla data della scrittura della Divina Commedia, attestata tra il 1307 e il 1321, Zita era già morta (1278), ma non era ancora stata canonizzata, in quanto il suo culto fu ratificato e confermato il 5 settembre 1696 da papa Innocenzo XII. Ciononostante Dante la indicava già come santa, a riprova della grande devozione popolare di cui Zita era oggetto.
Nel 1955 fu proclamata patrona delle domestiche da papa Pio XII ed è anche compatrona di Lucca, delle casalinghe e dei fornai. Nei giorni intorno al 27 aprile si tiene a Lucca, in onore della santa, presso la basilica di San Frediano e l'anfiteatro, una manifestazione floreale volta a ricordare il miracolo dei pani trasformati in fiori.
La santa è patrona della congregazione femminile delle Suore Oblate dello Spirito Santo, detta anche Istituto di Santa Zita. La sua memoria liturgica cade il 27 aprile.
A Palermo la santa viene chiamata Cita e a lei fu intitolata la chiesa dei Domenicani, oggi parrocchia di San Mamiliano.

## Le malattie e lo studio paleopatologico

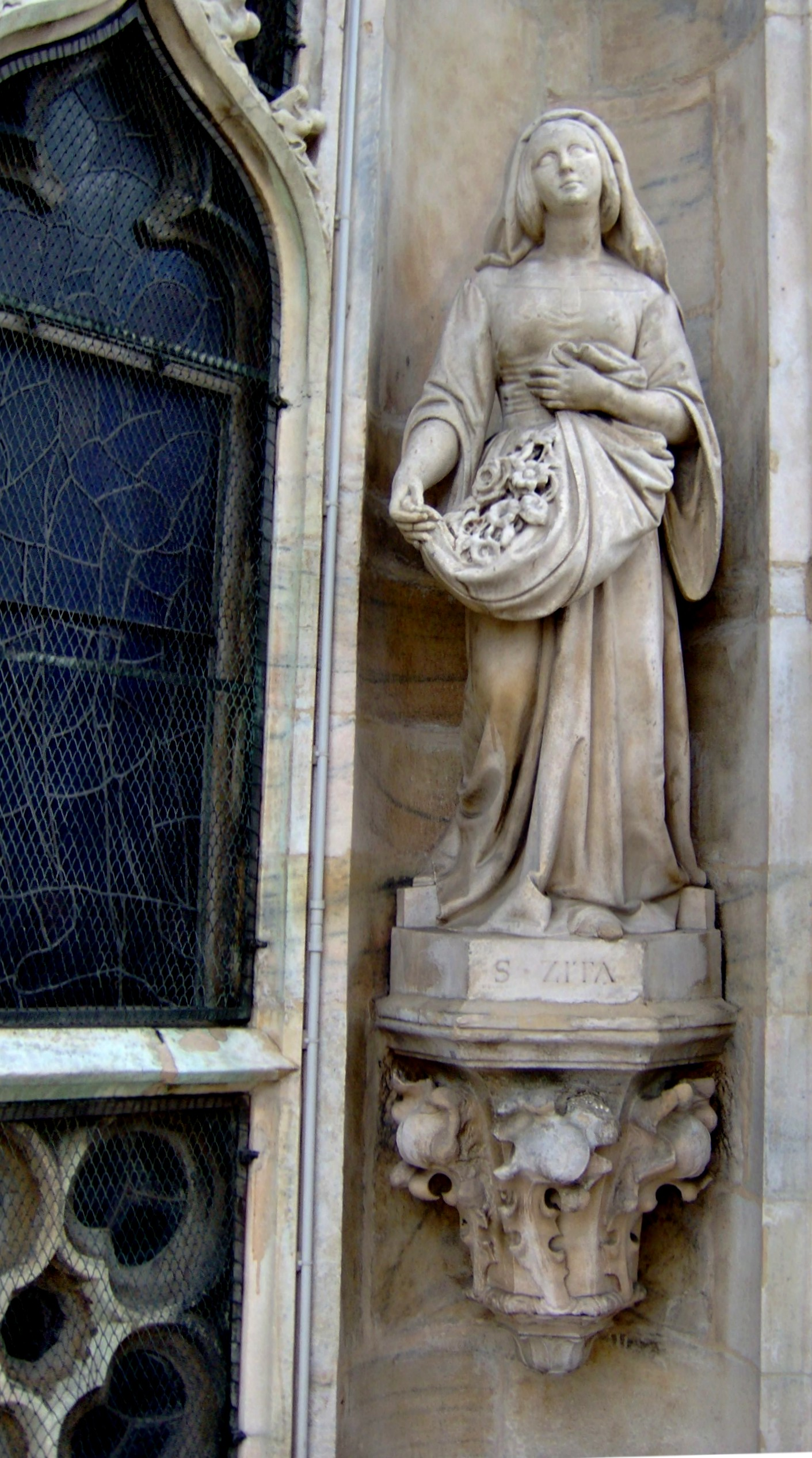
Statua raffigurante Santa Zita, Milano, Duomo

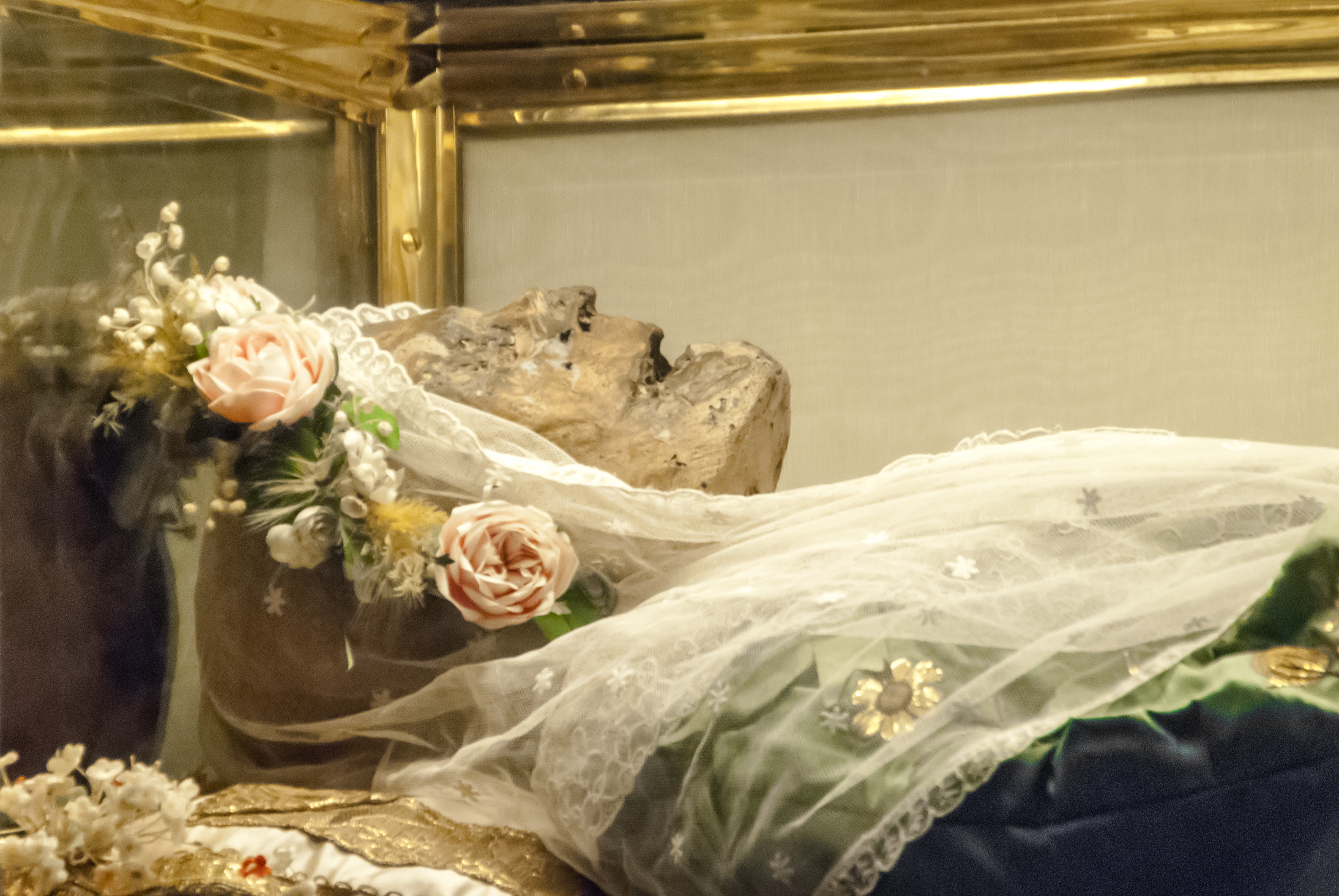
Corpo di Santa Zita nella Basilica di San Frediano a Lucca

Lo studio paleopatologico del corpo, effettuato nel 1989 dalla Divisione di Paleopatologia dell'Università di Pisa sotto la direzione del prof. Gino Fornaciari, ha rivelato che Santa Zita era una donna di statura medio-bassa, di complessione piuttosto gracile, appartenente antropologicamente a un sottotipo razziale di ascendenza padana. L'età, determinata antropologicamente e radiologicamente (60±5 anni), è risultata in armonia con quella delle fonti, che riportano il decesso nel 1278 all'età di 60 anni.
Era portatrice dalla nascita di una sublussazione congenita dell'anca destra, che non le comportò importanti problemi funzionali di deambulazione, se non in età avanzata. Questo dato depone comunque per l'appartenenza a un gruppo endogamico, fenomeno di comune riscontro nelle piccole comunità costrette da isolamento geografico, quale doveva appunto essere quella di Monsagrati.
Lo studio dell'ipoplasia dello smalto, che documenta diversi arresti di crescita delle corone dentarie, dimostra un periodo di allattamento prolungato, come avveniva di norma nelle comunità rurali, e che il divezzamento ebbe luogo intorno ai 3 anni. Durante l'infanzia subì almeno due periodi di malnutrizione, rispettivamente a 7 e 9 anni di età, che coincidono con la grave carestia del 1226, riportata negli annali di Simone della Rosa (“MCCXXVI...valse lo staio del grano soldi XV e fu tenuto gran caro...”).
In età giovanile probabilmente fu affetta da tubercolosi polmonare, forse databile, tramite le strie di Harris, intorno ai 10-12 anni. La malattia potrebbe coincidere con il suo trasferimento
a Lucca e l'inizio del servizio in casa Fatinelli, avvenuti, come tramandano le cronache, proprio a questa età. Il contagio può ovviamente essere messo in relazione con l'affollamento e il malsano
ambiente urbano tipico delle città medievali.
Un certo grado di antracosi polmonare (presenza di particelle carboniose) è di comune riscontro in tutti gli individui del passato, esposti cronicamente ai fumi dei fuochi e delle lampade. Con Santa Zita siamo di fronte a un'antracosi particolarmente grave, spiegabile probabilmente con la sua attività di domestica, che comportava la continua permanenza in un ambiente completamente saturo di fumo come la cucina di casa Fatinelli.
È stata rilevata un'intossicazione da piombo, sicuramente limitata all'ultimo periodo della vita. Fra le varie cause che possono aver provocato tale tipo di intossicazione, essendo questa limitata agli ultimi 6-8 mesi di vita, è verosimile supporre un uso massivo, orale e topico, di medicamenti a base di piombo, largamente utilizzati dai medici dell'epoca.
Fra le varie osservazioni effettuate durante l'esame radiologico, una è di particolare interesse culturale. Infatti la presenza di una moneta posta all'interno della cavità orale rimanda all'antica usanza che prevedeva il pagamento del tradizionale obolo a Caronte.

## Chiese intitolate alla santa
- Monsagrati (Pescaglia): oratorio di Santa Zita in località Bozzano.
- Genova: chiesa di Santa Zita in Borgo Pila, già della comunità Lucchese in Genova.
- Torino: Chiesa di Nostra Signora del Suffragio e Santa Zita nel quartiere di San Donato.
- Succisa: chiesa di Santa Zita nella frazione di La Colla.
- Palermo: chiesa di Santa Cita
- Passo Vezzena (Levico Terme): chiesa di Santa Zita.